# Xaşlıdağ
Xaşlıdağ är ett berg i Azerbajdzjan. Det ligger i den sydvästra delen av landet, 400 km sydväst om huvudstaden Baku. Toppen på Xaşlıdağ är 2 677 meter över havet, eller 76 meter över den omgivande terrängen. Bredden vid basen är 0,57 km.
Terrängen runt Xaşlıdağ är huvudsakligen bergig, men österut är den kuperad. Närmaste större samhälle är Ordubad, 9,2 km väster om Xaşlıdağ. 
Trakten runt Xaşlıdağ består i huvudsak av gräsmarker. Runt Xaşlıdağ är det ganska glesbefolkat, med 35 invånare per kvadratkilometer.